# Mehmet-Pascha-Moschee

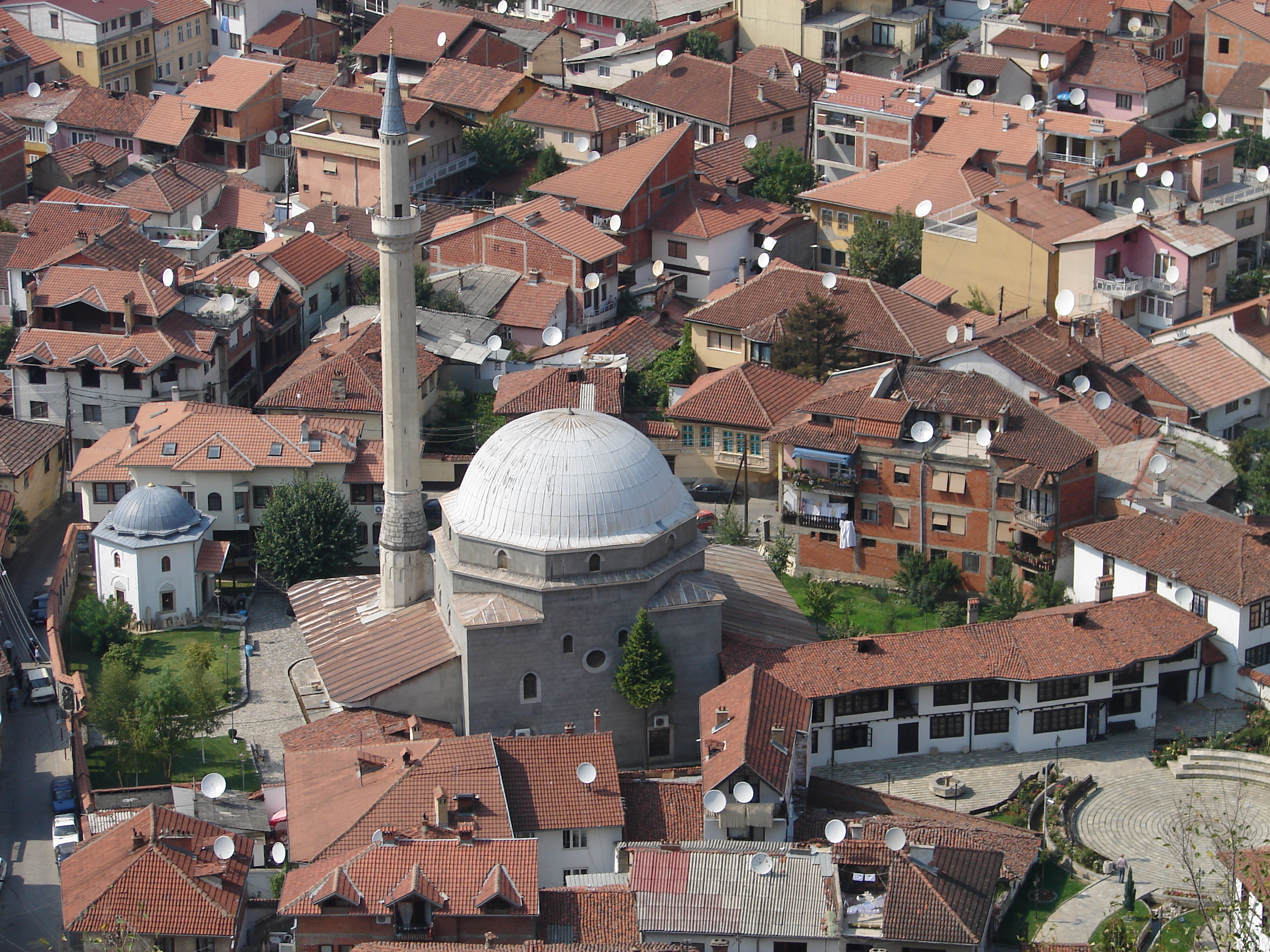
Die Moschee mit dem Museum rechts von Süden von der Burg gesehen

Die Gazi-Mehmet-Pascha-Moschee (albanisch Xhamia e Gazi Mehmed Pashës, serbisch-kyrillisch Џамија Гази Мехмед-паше), auch Bajrakli-Moschee (deutsch Fahnenmoschee) ist eine historische osmanische Moschee aus dem Jahre 1563 im Südosten der kosovarischen Stadt Prizren. Die Moschee hat für die Geschichte der albanischen Nation und der Republik Albanien im Besonderen eine große Bedeutung, da sich hier 1878 die albanische Liga von Prizren versammelte und die Flagge gehisst wurde. Daher stammt auch der Name Flaggenmoschee.
Die Bajrakli-Moschee wurde im Auftrag von Ghazi Mehmet Pascha errichtet, der bis 1574 angrenzend an das Gebetshaus auch eine Bibliothek, ein Hamam (türkisches Bad), einen Schrein und eine Medrese erbauen ließ.
Die Bajrakli-Moschee ist eine Einkuppelmoschee: ein quadratischer Bau mit einer hohen Blei- und Zinnkuppel und einer Vorhalle an drei Seiten. Das Innere der Moschee ist weiß und blau. Der Mihrab und der Minbar sind aus Marmor, während das Mahfil aus dekoriertem Holz besteht.
Der Moscheekomplex verfügt über neun Brunnen und einen Friedhof aus osmanischer Zeit. 1970 wurden ein Teil des Komplexes und die Bibliothek dem nebenan befindlichen „Museum der Liga von Prizren“ zugeordnet. Bücher und Manuskripte aus der Bibliothek wurden in den Schrein überführt. Seit 1978 gehört auch die 1947 geschlossene Medrese, die älteste der Stadt, zum Museum.